# ルドルフ・フォン・ビュノー
ルドルフ・フォン・ビュノー(ドイツ語: Rudolf von Bünau、1890年8月19日 - 1962年1月14日)は、ドイツの軍人。最終階級は陸軍歩兵大将。第二次世界大戦中は、第177歩兵師団、第73歩兵師団、第47装甲軍団などで指揮官を務め、その戦功により柏葉付騎士鉄十字章を受章した。
ビュノーはエンス川付近でスタンリー・エリック・ラインハート陸軍少将率いるアメリカ陸軍第261歩兵連隊に降伏し捕虜となったが、1947年4月に解放された。
解放後は元軍人に対する恩給の早期支払いを求める運動を主導した。さらに、正式な再軍備以前にソビエト連邦の侵攻を想定し旧軍師団の再建を秘密裏に準備していたシュネツ部隊の活動にも関わり、名目上の司令官に任命されていたとされる。
ビュノーには息子のルドルフ・フォン・ビュノーがいるが、息子のビュノーは1943年に戦死した。

## 叙勲
- 鉄十字章
  - 二級鉄十字勲章1914年章 (1914年9月9日)[1]
  - 一級鉄十字勲章1914年章 (1914年11月14日)[1]
- 名誉十字章 (1935年1月15日)
- 1938年10月1日記念メダル (1939年11月1日)
- 鉄十字章略章
  - 二級鉄十字略章 (1939年10月1日)[1]
  - 一級鉄十字略章 (1939年10月5日)[1]
- 1941年/1942年東部戦線冬季戦記章 (1942年8月1日)
- クリミア盾章 (1942年9月15日)
- クバン盾章 (1944年10月1日)
- ミハイ勇敢公勲章（ルーマニア語版）
  - 三級ミハイ勇敢公勲章 (1943年3月19日)
- ドイツ十字章
  - ドイツ十字章金章 (1943年1月23日)[2]
- 騎士鉄十字章
  - 騎士鉄十字章 (1940年8月15日)[3]
  - 柏葉付騎士鉄十字章 (1945年3月5日)[4]